# Малища
Малища (произношение в местния говор Малишча) е бивше село в Егейска Македония, Гърция, на територията на дем Костур, област Западна Македония.

## География
Селото е било разположено между селата Добролища и Четирок.

## История
Селото се смята, че е изоставено в размирното време във втората половина на XVIII век при конфликта на Али паша Янински и други албански феодали с централната власт. Жителите на селото се заселват в Добролища и Четирок.